# Guy Parmelin
Guy Parmelin, född 9 november 1959 i Bursins, kantonen Vaud, är en schweizisk politiker tillhörande Schweiziska folkpartiet (SVP/UDC) som sedan 2016 är ledamot i förbundsrådet och är den första ledamoten från SVP/UDC som kommer från Romandiet. Sedan 2019 är han även landets näringsminister och utbildningsminister. Under 2020 tjänstgjorde han som vicepresident för Schweiz. Under 2021 tjänstgjorde han som president. 
Han är vinodlare till yrket och har varit vald som ledamot mellan 1994 och 2003 till kantonen Vauds lagstiftande församling för att därefter väljas in i Nationalrådet (den lägre kammaren i Schweiz förbundsförsamling) fram till 2016. Mellan 2016 och 2018 var Parmelin försvarsminister samt idrottsminister.